# Alan McLoughlin
Alan Francis McLoughlin (ur. 20 kwietnia 1967 w Manchesterze, zm. 4 maja 2021) – irlandzki piłkarz grający na pozycji środkowego pomocnika.

## Kariera klubowa
Karierę piłkarską rozpoczął w Manchesterze United. W 1985 roku awansował nawet do kadry pierwszego zespołu, jednak nie zdołał zadebiutować w Division One. W 1986 roku odszedł więc do Swindon Town, grającego w Division Three. Początkowo jednak nie wywalczył miejsca w składzie zespołu prowadzonego przez Lou Macariego i w 1987 roku został wypożyczony do Torquay United, w którym spędził cały rok. W 1988 roku wrócił do Swindon i do 1990 roku grał z nim w Division Two.
W grudniu 1990 McLoughlin przeszedł za milion funtów do Southampton F.C. z Division One. W pierwszej lidze Anglii swój debiut zaliczył 15 grudnia w meczu przeciwko Aston Villi (1:1). W 1991 roku został wypożyczony do tego zespołu, jednak nie rozegrał żadnego spotkania i wrócił do Southampton.
W lutym 1992 roku został zawodnikiem Portsmouth F.C. Tam spędził dużą część swojej kariery i grał tam przez 9 sezonów. Wystąpił w ponad 300 meczach i zdobył dla „The Pompeys” ponad 50 goli. W grudniu 1999 roku trafił do Wigan Athletic za ćwierć miliona funtów. Jednak z powodu kontuzji grał w małej ilości meczów i w 2001 roku odszedł do Rochdale A.F.C., grającego w Division Three. Z kolei w sezonie 2002/2003 był piłkarzem amatorskiego Forest Green Rovers, w barwach którego zakończył karierę piłkarską.

## Kariera reprezentacyjna
W reprezentacji Irlandii zadebiutował 2 czerwca 1990 roku w wygranym 3:0 towarzyskim spotkaniu z Maltą. W tym samym roku został powołany przez selekcjonera Jacka Charltona do kadry na mundial we Włoszech. Na tym turnieju zaliczył dwa spotkania: zremisowane 1:1 z Anglią i 0:0 z Egiptem. Z kolei w 1994 roku na Mistrzostwa Świata w USA był rezerwowym nie rozegrał żadnego meczu. Karierę reprezentacyjną zakończył w 1999 roku, a w drużynie narodowej rozegrał 42 meczów i zdobył 2 gole.